# دنيس روسين
دنيس روسين (بالألمانية: Dennis Rosin)‏ هو لاعب كرة قدم ألماني في مركز الوسط، ولد في 27 يونيو 1996 في هامبورغ في ألمانيا. لعب مع نادي هامبورغ.

## وصلات خارجية
- دنيس روسين على موقع قاعدة بيانات كرة القدم.إي يو (الإنجليزية)
- دنيس روسين على موقع Soccerway.com (الإنجليزية)
- دنيس روسين على موقع عالم كرة القدم.نت (الإنجليزية)